# Оборона Хельской косы
Оборона Хельской косы (польск. Obrona Helu) — боевые действия во время Сентябрьской кампании 1939 года, проводившиеся польскими войсками с 1 сентября по 2 октября 1939 года и направленные на защиту Хельского укрепрайона от атак немецких войск. Около 3000 военнослужащих Хельского укреплённого района под командованием капитана 1-го ранга («командора», пол. komandor) Влодзимежа Штайера (пол. Włodzimierz Steyer) обороняли военно-морскую базу польского флота Хель.

## Укреплённый район перед войной
С 1928 года город Хель являлся польским военным портом, в то время как северная часть косы с начала 1920-х годов находилась под управлением польской армии. В 1936 году эта территория официально получила название «Укреплённый район Хель» (пол. Rejon Umocniony Hel), вошедший в состав Группы обороны Побережья (пол. Grupa Obrony Wybrzeża); здесь было размещено около 3000 военнослужащих. Система обороны базы включала в себя 4 орудия «Бофорс» калибра 152,4 мм (батарея № 31 имени Г. Ласковского), две батареи каждая из двух орудий калибра 105 мм (№ 32 и № 33), четыре противокорабельных и противовоздушных батареи из двух орудий калибра 75 мм каждая (№ 21, № 41, № 42, № 43), две батареи ПВО из двух орудий калибра 75 мм каждая (№ 22, № 23), одну батарею ПВО из восьми 40-мм орудий (№ 24), а также два 120-см прожектора.
Оборонять Хель должен был 4-й батальон «Хель» Корпуса охраны границы. Планом обороны предусматривалась в первую очередь защита портов (Хеля и Гдыни), а также действия на немецких коммуникациях между Восточной Пруссией и остальной территорией Германии. Для предотвращения высадки противника вокруг Хельской косы должны были занять позиции подводные лодки (План «Ворек»).

## Ход обороны
С первого дня войны (1 сентября) Хель подвергалась авиаударам. В течение первой недели боевых действий немцы вынудили части польской армии «Поморье» (пол. Armia «Pomorze») отступить из «Польского коридора» и с 9 сентября приступили к осаде укреплённого района. К 20 сентября, после разгрома армии «Поможе» в Тухольских лесах и капитуляции остальных польских гарнизонов побережья (Вестерплатте, Гдыня), Хель осталась единственным очагом сопротивления в этом районе.

### Действия на море

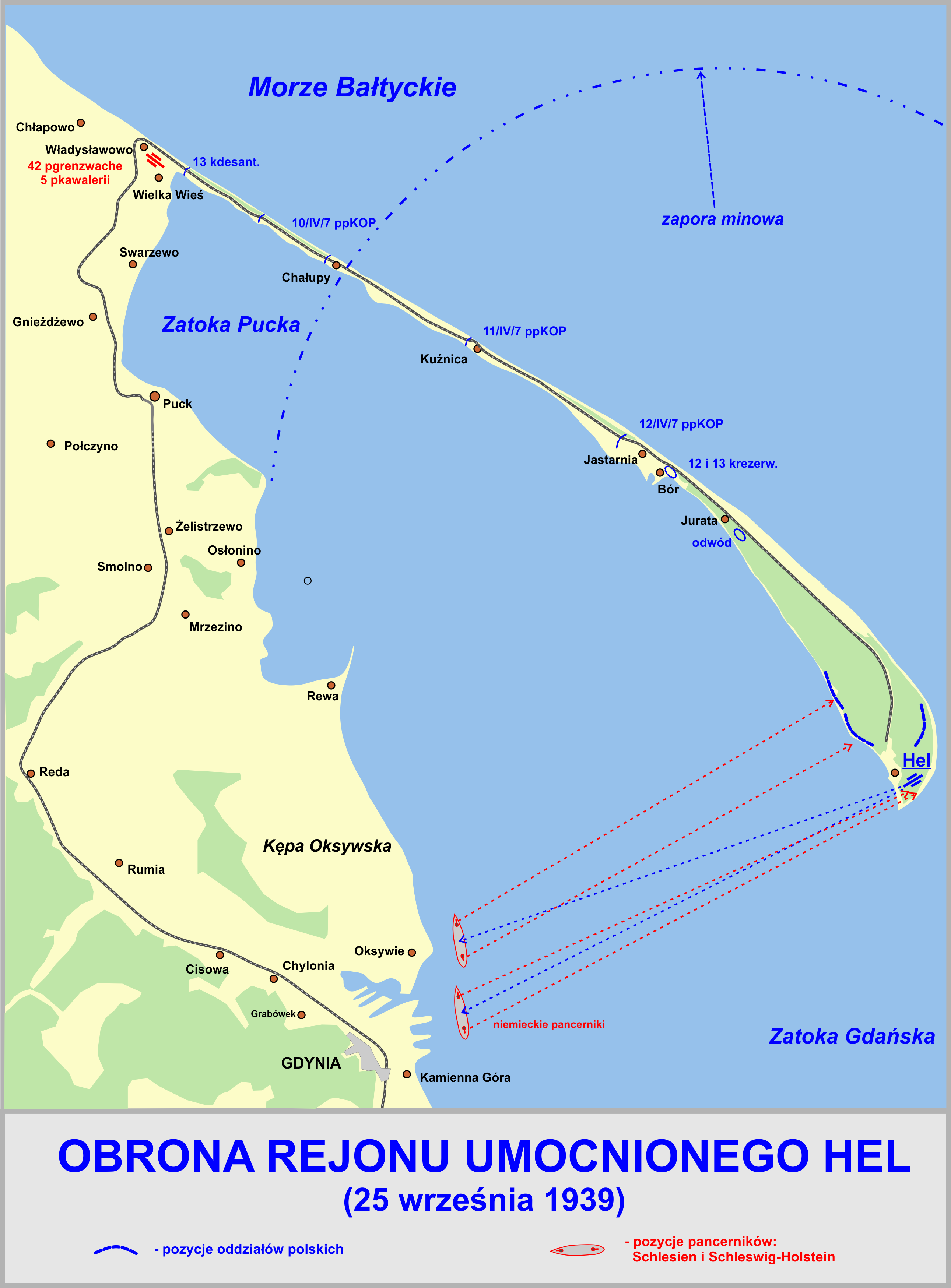
Карта обороны

Оборона косы Хель была тесно связана с действиями польского флота. Ещё до начала боевых действий три эсминца из состава польского флота («Бужа», «Блыскавица», «Гром») перешли в Англию (план «Пекин»). Таким образом, к 1 сентября 1939 года на базе Хель находились 1 эсминец («Вихер») и 1 минный заградитель («Грыф»), 5 подводных лодок («Вилк», «Жбик», «Рысь», «Сеп», «Ожел»), а также несколько более мелких кораблей. Германский флот, имевший на Балтике 2 старых линейных корабля («Шлезвиг-Гольштейн» и «Шлезиен»), три лёгких крейсера («Кёльн», «Нюрнберг», «Лейпциг»), 9 эсминцев, 7 подводных лодок, а также ряд более мелких кораблей, обладал столь подавляющим превосходством, что 2 сентября немцы даже отвели оказавшиеся лишними лёгкие крейсера на запад.
Боевые действия для польского флота, оставшегося на Балтике, начались уже 1 сентября атаками немецких самолётов. Несмотря на это, флот приступил к действиям согласно довоенным планам обороны: подводные лодки заняли сектора патрулирования согласно плану «Ворек», а надводные суда отошли в гавань Хеля. В течение следующего дня германская авиация продолжала интенсивные бомбовые удары как по кораблям, так и по наземным целям. Больших результатов они, однако, не достигли, а утром 3 сентября защитники Хеля в ходе артиллерийской дуэли повредили германский эсминец «Леберехт Маасс». Однако в середине того же дня «Грыф» и «Вихер» были потоплены в гавани Хеля в результате четырёх налётов германской авиации. Экипажи обоих кораблей перешли на сушу; с «Грыфа» удалось снять три 120-мм орудия «Бофорс», составивших батарею береговой обороны № 34.
Особое значение в обороне Хельской косы имела постановка мин. Даже потеряв свои наиболее крупные корабли, поляки продолжали попытки выставлять минные поля на подступах к Хелю, а также поддерживали свои войска огнём с моря. Так, ночью 6 сентября три польских тральщика выставили близ Данцига до 60 мин; 12 сентября они поддержали своими орудиями защитников Оксивского острова. В ночь на 14 сентября ими вновь было выставлено минное поле, а утром был проведён обстрел вражеских позиций. Однако в полдень того же дня в результате налёта авиации противника польский флот потерял два тральщика; оставшиеся корабли были повреждены и до падения Хеля использовались в качестве батарей зенитных орудий.
Использовались для постановки мин и подводные лодки (на одной из них 1 октября подорвался немецкий тральщик М-85). Кроме того, они провели несколько неудачных атак на немецкие суда в Данцигской бухте. 14 сентября им был отдан приказ прорываться в Великобританию или Швецию. Двум подводным лодкам («Вилк» и «Ожел») удалось прорваться через Датские проливы, и в дальнейшем они воевали в составе британского флота; ещё три («Рысь», «Сеп», «Жбик») были интернированы в шведских портах. 1 октября, перед самым падением Хели, из порта смог уйти сторожевой катер «Баторий». Ему удалось достичь Швеции, где он и был интернирован.
В обороне Хельской косы участвовала и польская морская авиация. Несколько гидросамолётов «Lublin R-XIII/hydro» проводили разведку, а один из них в ночь на 8 сентября даже совершил налёт на Данциг. Все эти самолёты были уничтожены на земле германской авиацией 8 сентября.
Германские корабли, в том числе «Шлезвиг-Гольштейн» и «Шлезиен», обстреливали полуостров с 18 сентября, однако без особого успеха. 25 сентября они вступили в артиллерийскую дуэль с батареей имени Ласковского (командир З. Пшибышевский); не достигнув успеха, немцы отступили. 27 сентября в ходе ещё одной такой дуэли «Шлезвиг-Гольштейн» получил небольшие повреждения от попадания 152,4-мм снаряда. Батареи ПВО укреплённого района оказались намного более эффективными, сбив во время сражения, по разным данным, от 46 до 53 самолётов противника.

### Оборона на суше
12 сентября немецкие войска захватили Гдыню (за исключением Оксивского острова, где сопротивление продолжалось до 19 сентября); прорвав оборону поляков, они вышли к Балтийскому морю у Пуцка. В результате оборонявшиеся на Хельской косе польские части оказались отрезаны от остальных очагов сопротивления на побережье. Помимо бойцов 4-го батальона «Хель» Корпуса пограничной охраны, на косу отошли и военнослужащие других частей, оборонявших побережье, — например, военнослужащие морского авиадивизиона из-под Пуцка, лишившиеся своих самолётов.
Завязнув в польской обороне, немцы были вынуждены подтянуть для огневой поддержки полевую артиллерию, а также бронепоезд. 25 сентября, после того как немцы захватили деревню Халупы (ныне входит в состав города Владыславово), польские военные инженеры подорвали на самом узком месте Хельской косы боеголовки торпед, отделив её таким образом от материка. Кроме того, эти же боеголовки использовались в качестве импровизированных мин.
30 сентября, проведя массированный артиллерийский обстрел, немецкие войска перешли в наступление на перешейке, соединявшем порт Хеля с сушей, и прорвали польский фронт. На следующий день, 1 октября, противник подошёл к Кутнице (таким образом, в его руках оказалось около трети косы) и начал подготовку к окончательному штурму. Принимая во внимание нехватку боеприпасов и отсутствие надежды на помощь, командующий польским военно-морским флотом контр-адмирал Юзеф Унруг отдал приказ сложить оружие; акт о капитуляции Хеля был подписан в сопотском «Гранд-отеле». 2 октября Хельскую косу заняли германские части. После этого единственной группировкой польских войск, оказывавшей организованное сопротивление немцам, осталась отдельная оперативная группа «Полесье», окончательно капитулировавшая под Коцком только к 6 октября 1939 года.